# Condado de Pittsylvania
O Condado de Pittsylvania é um dos 95 condados do estado americano de Virgínia. A sede do condado é Chatham, e sua maior cidade é Chatham. O condado possui uma área de 2 533 km² (dos quais 19 km² estão cobertos por água), uma população de 61,745 habitantes, e uma densidade populacional de 30 hab/km² (segundo o censo nacional de 2000). O condado foi fundado em 1767.